# Sokołów (przedsiębiorstwo)
„Sokołów” Spółka Akcyjna – holding branży mięsnej produkujący mięsa i wędliny.
Główna siedziba spółki mieści się w Sokołowie Podlaskim. W skład spółki wchodzi osiem zakładów produkcyjnych zlokalizowanych w: Sokołowie Podlaskim, Kole, Robakowie, Dębicy, Czyżewie, Jarosławiu, Tarnowie i Osiu oraz gospodarstwa hodowlane, spółki Sokołów Service, Sokołów Logistyka i Sokołów-Net. Spółka posiada również biuro w Warszawie. Do jej najsilniejszych marek należą: Sokoliki, Gold, Grill House, Naturrino.
Do 2023 roku prezesem zarządu Sokołów SA był Bogusław Miszczuk. W 2023 funkcję objął Przemysław Gostkiewicz.

## Działalność
Spółka wytwarza około 28 tys. ton mięsa i jego przetworów miesięcznie. Oferta firmy obejmuje produkty we wszystkich asortymentach, m.in.: świeże mięso wieprzowe, wołowe, mięso kulinarne, mięso do pieczenia, szynki, salami, wędliny parzone, wędzonki, kiełbasy cienkie, wędliny suche, parówki, wędliny grillowe, dania gotowe, tatar wołowy oraz konserwy.
Firma rozszerza asortyment, wprowadzając również produkty dla osób dbających o zbilansowaną dietę.
Udział eksportu wynosi blisko 33 procent przychodów spółki. W sumie Sokołów SA eksportuje swoje produkty do 36 krajów na świecie.

### Oferowane główne grupy produktowe
- świeże mięso wieprzowe i wołowe
- mięsa do pieczenia
- szynki
- salami
- wędzonki
- kiełbasy cienkie
- wędliny suche
- parówki
- wędliny grillowe
- dania gotowe
- tatar wołowy
- konserwy

## Historia
- 1899 – Otwarcie rzeźni w Poznaniu na dzisiejszym obszarze ulic Garbary i Północnej (późniejszy Pozmeat) – obecnie Sokołów SA Oddział w Robakowie
- 1927 – Uruchomienie „Fabryki bekonu i konserw w Jarosławiu” – obecnie „Sokołów” SA Oddział w Jarosławiu.
- 1929 – Powstanie rzeźni miejskiej w Tarnowie – obecnie „Sokołów” SA Oddział w Jarosławiu Filia w Tarnowie.
- 1951 – Powstanie Chłodni Składowej w Dębicy – baza budynków i budowli Igloomeat (obecnie „Sokołów” SA Oddział w Dębicy).
- 1962 – Wcielenie Chłodni Składowej w Dębicy do Kombinatu Przemysłowo-Rolnego Igloopol w Dębicy, który na przełomie lat ulega licznym restrukturyzacjom.
- 1974 – Otwarcie Zakładów Mięsnych w Kole – obecnie „Sokołów” SA Oddział w Kole.
- 1975 – Założenie „Przedsiębiorstwa Przemysłu Mięsnego w Sokołowie Podlaskim” – obecnie „Sokołów” SA Oddział w Sokołowie Podlaskim.
- 1991-1993 – Założenia i budowa zakładu produkcyjnego Farm Food w Czyżewie – obecnie „Sokołów” SA Oddział w Czyżewie.
- 1992 – Zmiana osobowości prawnej Zakładów Mięsnych w Sokołowie Podlaskim zgodnie z kodeksem handlowym.
- 1993 – wejście Sokołów S.A. na Giełdę Papierów Wartościowych w Warszawie.
- 1994 – 1 kwietnia na wydzielonej części majątku Dębickich Zakładów Przetwórstwa Spożywczego Igloopol powstaje Spółka z o.o. – Wytwórnia Wędlin i Konserw Igloomeat.
- 1995 – Wejście zakładów Farm Food na warszawską Giełdę Papierów Wartościowych.
- 1996 – Przejęcie przez Farm Food Zakładów Mięsnych Jarosław.
- 1997 – Przejęcie przez Farm Food Zakładów Mięsnych w Tarnowie. Wykup udziałów Farm Food, Jarosław i Mięstar Tarnów przez LRF.
- 1998 – zmiana głównego udziałowca Wytwórni Wędlin i Konserw Igloomeat Sp. z o.o. na Grupę Kapitałową „Sokołów” SA (1 lipca); rozpoczęcie procesu specjalizacji; przyjęcie nazwy Wytwórnia Salami Igloomeat–Sokołów Sp. z o.o.
- 1998 – Wejście na Warszawską Giełdę Papierów Wartościowych Zakładów Mięsnych w Jarosławiu.
- 1999 – Fuzja „Sokołów” SA i Koło SA Inwestycje w Grupę „Sokołów” przez LRF.
- 2000 – Fuzja Grupy „Farm Food” z Grupą „Sokołów” – konsolidacja krajowych liderów branży, powstanie największego w kraju przedsiębiorstwa przetwórstwa mięsnego. Oddział Zakłady Mięsne „Jarosław” jako pierwszy w branży mięsnej otrzymuje certyfikat ISO 9002. Uruchomienie Zakładów Mięsnych „Pozmeat” w nowo wybudowanym zakładzie w Robakowie k/Poznania.
- 2001 – W gospodarstwach rolnych należących do Grupy rozpoczęto realizację programu hodowli zarodowej i tuczu trzody umownie nazwanego „Razem w Przyszłość”.
- 2003 – Pozyskano nowego inwestora strategicznego, fiński koncern mięsny HK Ruokatalo
- 2004 – Drugim strategicznym inwestorem Grupy został duński koncern mięsny Danish Crown(inne języki). Obydwaj inwestorzy utworzyli spółkę Saturn Nornic Holding AB i wykupili całość akcji Sokołów SA
- 2006 – Zakup zakładu przez Sokołów SA Zakładów Mięsnych „Pozmeat” w Robakowie k/Poznania. W połowie sierpnia po przeprowadzeniu niezbędnych procedur spółka „Sokołów” SA została wycofana z Giełdy Papierów Wartościowych w Warszawie.
- 2009 – Tytuł Super Brand i Business Super Brand dla „Sokołów” SA
- 2010 – Przekształcenie Igloomet-Sokołów Sp. z o.o. w „Sokołów” SA Oddział w Dębicy (grudzień). Wprowadzenie systemu SAP (maj). Przekształcenie „Sokołów-Pozmeat” Sp. z o.o. w „Sokołów” SA Oddział w Robakowie (styczeń).
- 2012 – Uruchomienie największego i najnowocześniejszego zakładu do produkcji wyrobów plastrowanych w Polsce.
- 2012-2013 – Przebudowa i modernizacja zakładu „Sokołów” SA Oddział w Dębicy.
- 2014 – Danish Crown wykupiło pozostałą część udziałów od HKScan (dawniej HK Ruokatalo Group) i posiada w całości Saturn Nornic Holding AB, wyłącznego właściciela „Sokołów” SA[3]
- 2018 – zakup spółki Gzella

## Kontrowersje
6 lutego 2023 ukazał się reportaż Janusza Schwertnera pt. Droga na rzeź poświęcony funkcjonowaniu ubojni należącej do Zakładu Sokołów SA w Kole. Według Fundacji Viva! w kolskich zakładach dochodziło do przypadków niewłaściwego traktowania zwierząt, czynności w sprawie znęcania się nad zwierzętami podjęła Prokuratura Rejonowa w Kole. Na podstawie zgromadzonych dowodów sprawa została umorzona – nie doszło do przypadków niewłaściwego traktowania zwierząt.

## Certyfikaty i nagrody
Produkty firmy mają przyznane certyfikaty (BRC, IFS) oraz szereg wyróżnień i nagród:
- wyróżnienie w ogólnoeuropejskim badaniu European Trusted Brands (Superbrands 2013 i 2014)
- Złote Medale Międzynarodowych Targów Poznańskich dla marek „Naturrino” i „Uczta Qulinarna”
- Znaki PDŻ – Poznaj Dobrą Żywność przyznawane przez Ministerstwo Rolnictwa i Rozwoju Wsi
- Tytuł Lidera Jakości Żywności
- Medal Acanthus Aureus
- Godło „Teraz Polska”
- Hit Handlu
- Medale Międzynarodowych Targów IFFA we Frankfurcie nad Menem
- Certyfikat Najwyższa Jakość Quality International 2013
- Perły rynku FMCG
- Nagrodę Kupców Polskich „Złoty Paragon”
- Najlepszy produkt – Wybór Konsumentów
- Laur Konsumenta
- 1. miejsce w branży mięsnej pod względem oceny jakości produktów w opinii konsumentów według Rankingu Polskich Marek dziennika Rzeczpospolita (2015)[6]
- 1. miejsce w branży mięsnej pod względem świadomości marki w Rankingu Polskich Marek dziennika Rzeczpospolita (2015)[6]

## Sokołów i sport
Sokołów SA w strategii marketingowej angażuje się w finansowanie sportu. Jest sponsorem:
- MKK Sokołów Podlaski (koszykówka dziewcząt),

Sponsoruje ponadto:
- Marcin Gortat Camp – treningi dla dzieci i młodzieży z ikoną polskiej koszykówki,
- Sokoliki Cup – turniej piłki nożnej dla dzieci w kategorii U10.